# 佐々木昭彦
佐々木 昭彦（ささき あきひこ 1960年1月7日 - ）は、元競輪選手。佐賀県武雄市出身。日本競輪学校第43期卒業。現役時は日本競輪選手会佐賀支部所属。師匠は西村康博。初出走は1979年4月13日の防府競輪場で初勝利も同日。

## 戦績
父母ともに元競輪選手であり、また兄（佐々木和徳、51期・引退）、弟（佐々木浩三、50期）も競輪選手という競輪一家に生まれ育つ。
佐賀武雄高校在学中はインターハイ、国体等で活躍。1978年には日本競輪学校に入学し第43期生となる。競輪学校時代の同期には、在校1位の北村徹、高校時代はバレーボールの選手から適性試験で入学し後に佐々木の親友となる滝澤正光、佐々木とは高校時代同級生であった小川博美、社会人野球出身の富原忠夫などがおり、43期は例年になくハイレベルという評判が持ち上がり、みな競輪選手になってからもその期待通りの活躍をしていた。
そんな中、佐々木は1983年の岸和田記念を制したあたりから特別競輪（現在のGI）でも活躍できるのではないかという期待を持たれるになった。
1984年、同期で仲良しの滝澤が地元・千葉競輪場で開催された日本選手権競輪で初のGIタイトルを優勝したが、この結果に佐々木も期するものがあったが、滝澤は当時既にGIタイトルはいつでも奪えるという見方がされていた。しかし佐々木はまだまだ中野浩一、井上茂徳という九州の二大看板の引き出し役にすぎないと見られていた。

### 「第三の男」を飛び越え頂点へ
同年の高松宮杯決勝。佐々木は中野、井上を従え、九州軍団の先陣役を務めることになった。対するは山口健治、山口国男の山口兄弟に加え、片岡克巳、国松利全の岡山勢も加わったフラワーライン。残りあと2周の時点で佐々木は片岡と併走状態となったが、ジャンで片岡に一車譲って国松と併走する形となった。そしてその後ろも当然併走。インに中野－井上－藤巻昇、アウトに健治－国男－佐藤彰一。そして残りあと一周の地点で波乱が起こった。
健治が中野にプッシュをかけたところ中野が転倒。これに井上、藤巻も乗り上げてしまった。その後片岡が逃げの体勢に入ったが、バック付近で佐々木が国松をどかして片岡の番手を奪取。そして直線に入って佐々木は片岡を交わし優勝を果たした。「僕のような弱い者が勝ってしまって・・・」と佐々木は優勝インタビューで恐縮していたが、それでも滝澤に次いで43期生として2番目のGIタイトルホルダーとなった。そして翌年も滝澤がタイトルを取れば、佐々木がそれに続くという形となった。

### 初代全日本選抜優勝者
1985年の8月に第1回となる全日本選抜競輪が前橋競輪場で開催された。先の高松宮杯決勝で豪快に捲って勝ち2度目のタイトルを奪った滝澤は決勝進出を逃していたが、この頃怪我に泣かされ続けてきた中野が、同月下旬に開催される世界選手権・プロスプリント9連覇へ向けて万全の体勢を敷いており、初物に強い中野にとって、第1回のタイトルは是が非でも欲しかった。もちろん決勝でも人気の中心。一方、佐々木は今度は中野マークの策に出た。
レースは清嶋彰一が逃げ、これを中野が捲る展開となった。中野は4角で清嶋を捕らえ、優勝は目前と見られたが、マークの佐々木が、井上並みの「鬼脚」を披露し、最後は中野を4分の1輪差しきり、初代全日本選抜優勝者の座に就いた。

### 引退まで
佐々木は1991年の高松宮杯でも2度目の制覇を果たしており、3つのGIタイトルを制覇した。その後は一時期糖尿病を患い成績を落としたこともあったがS級の選手として活躍を続け、また長い間地元の佐賀支部長として選手会の事務を兼務しつつ競走に出走していた。
2011年4月に弟子の原司と交代する形で佐賀支部長から退き、日本自転車競技連盟の理事に就任する。その後6月に地元の武雄競輪場で開催されるS級シリーズ『第4回闘将Sに挑んだ強者達』へ初めて斡旋された事が明らかとなり、動向が注目される中でレースに出走していたが、同開催最終日の6月29日に第10R・S級特選で3着となった後、開催終了時の場内セレモニーで引退を表明し、直後に行なわれた記者会見では「思うように練習やレースができなくなり決意した」とコメントした。同年7月7日にS級2班在位のまま選手登録消除。

## 引退後
引退後は競技連盟の理事として選手の育成に携わる一方、専門解説者やゲストとして実況中継にも度々出演している。なお武雄競輪場では2012年より改めて『第1回 闘将 佐々木昭彦杯』を開催することになった。2016年より日本名輪会に会員として加わる。

## 主な獲得タイトルと記録
- 1984年 - 高松宮杯競輪（大津びわこ競輪場）
- 1985年 - 全日本選抜競輪（前橋競輪場）
- 1991年 - 高松宮杯競輪（大津びわこ競輪場）
- 通算成績2828戦535勝
- 通算獲得賞金13億2909万0766円

## 競走スタイル
全盛期から追込主体の戦法だが、身長162cmという小柄な体格にもかかわらず、同県の井上茂徳にも引けをとらない縦足と横足を持ち、常に妥協を許さないレース振りを心がけ、九州勢の中核として確固たる実力を誇っていた。
同じ九州の中野浩一が「天才」、井上茂徳が「鬼脚」の異名を持つのに対し、佐々木はその気迫あふれるレースぶりか ら「闘将」の異名を持っている。この他、中野、井上に次ぐ九州ナンバースリーの存在という意味合いを込めて、『第三の男』とも言われた。